# Papito Monteiro
Papito Monteiro (* 31. August 1975 in Lospalos, Portugiesisch-Timor) ist ein Politiker aus Osttimor.  Er ist Mitglied der Partido Social Democrata (PSD).

## Werdegang
Monteiro ging in seinem Heimatort Lospalos zur Schule, bevor er an der Sekolah Tinggi Pemerintahan Dalam Negeri STPDN (Hochschule für Innere Verwaltung) in Westjava studierte.
2001 arbeitete Monteiro für die Übergangsverwaltung der Vereinten Nationen für Osttimor (UNTAET).
Am 29. August 2007 wurde Monteiro zum Staatssekretär für ländliche Entwicklung und Kooperativen in der IV. konstitutionelle Regierung Osttimors ernannt. Ende 2008 gab Monteiro aber sein Amt aufgrund von gesundheitlichen Gründen auf. Der Posten wurde nicht mehr besetzt. Monteiro arbeitete später für das Institut für Gewerbeförderung IADE im Wirtschaftsministerium.
2017 war Monteiro Vizepräsident der PSD. Er kandidierte auch auf Platz 4 der PSD-Liste für die Parlamentswahlen in Osttimor 2017. Die PSD scheiterte aber an der 3-Prozent-Hürde.